# Shtama-hágó
A Shtama-hágó (albán Qafa Shtamës vagy Qafa e Shtamës) hágó Albánia északnyugati részén, 1218 méteres tengerszint feletti magasságban, amely a Szkander bég hegyvidék és a Kruja–Dajt-hegyvidék közötti átjutást biztosítja a Lezha–Tiranai-síkság és a Mat völgye, Kruja és Burrel városai között. Napjainkban ide tart a Krujából kiinduló SH38-as jelű főút, innen keleti irányban azonban már csak a terepjáróval járható SH37-es út vezet tovább Burrelbe. A hágó környékén, 2000 hektáron terülnek el az 1966-ban létesített Shtama-hágói Nemzeti Park feketefenyvesei, cserjései és havasi legelői.
A Shtama-hágó már az ókorban fontos közlekedési útvonal volt a tengerparti Epidamnosz polisza, később Albanopolisz és az illír hátország között. A középkorban hasonló szerepet töltött be, különösen a 15. században, amikor a Krujában székelő Kasztrióta György albán fejedelem használta előszeretettel a dibrai hátország megközelítéséhez. A hágónál található az Anyakirálynő-forrás (Kroi i Nënës Mbretëreshë), amelyet az 1920-as években alakítottak ki az albán királyi család ivóvízellátására. Vizét ma már a közeli üzemben palackozzák, és Qafshtama ásványvíz néven kerül kiskereskedelmi forgalomba. A hágó közelében 1978-ban nyílt meg a hegyvidéki levegő áldásait élvező tüdőszanatórium, majd több gyógyszálló, ezek azonban az 1991-es rendszerváltás után bezártak.